# Coupe de l'EHF féminine 2015-2016
Navigation
Coupe de l'EHF 2014-2015 Coupe de l'EHF 2016-2017
La coupe de l'EHF 2015-2016 est la trente-quatrième édition de la Coupe de l'EHF féminine, compétition de handball créée en 1981 et organisée par l'EHF.
La compétition est remportée par le club hongrois du Dunaferr NK, vainqueur en finale du club allemand du TuS Metzingen.

## Formule
La coupe de l'EHF est aussi appelée la C3. Il faut pour chaque équipe engagée franchir les sept tours de l’épreuve pour brandir le trophée. Toutes les rencontres se déroulent en matches aller-retour. 
La coupe de l'EHF intègre vingt équipes qualifiées par leurs fédérations nationales lors du troisième tour et quatre autres équipes issues d’un tour de qualification à huit équipes. Elle est généralement considérée comme la seconde coupe d’Europe en termes de niveau de jeu.

## Équipes qualifiées
Vingt-huit équipes sont qualifiées pour le premier tour :
- Fémina Visé Handball
- Initia Hasselt
- HŽRK Grude Autoherc
- ŽRK Ilidža
- ŽRK Zamet Rijeka
- AC Latia Nicosie
- DHK Banik Most
- London GD HC
- Ormi Patras
- OF Nea Ionia
- Fram Reykjavik
- HC Holon
- PF Cassano Magnago
- Indeco Conversano
- KHF Kastrioti
- KHF Pristina
- ACME-Žalgiris Kaunas
- HB Dudelange
- HB Standard Luxembourg
- SS/VOC Amsterdam
- Pogoń Szczecin
- AC Alavarium
- RK GEN-I Zagorje
- ŽRK Naisa Niš
- LC Brühl Handball
- Spono Nottwil Lucerne
- Iuventa Michalovce
- Galytchanka

De plus, dix-huit autres équipes sont directement qualifiées pour le deuxième tour :
- HC Odense
- Randers HK
- Silkeborg-Voel KFUM
- Balonmano Bera Bera
- Handball Cercle Nîmes
- Nantes Loire Atlantique Handball
- Union Mios Biganos-Bègles Handball
- HC Leipzig
- TuS Metzingen
- Dunaferr NK
- Siófok KC
- Tertnes IL
- Corona Brașov
- HCM Roman
- Astrakhanochka
- Dinamo Sinara
- H65 Höörs
- Muratpaşa Belediyesi SK

## Résultats

### Premier tour
| Date Aller      | Club                  | Aller   | Total   | Retour  | Club                   | Date Retour     |
| --------------- | --------------------- | ------- | ------- | ------- | ---------------------- | --------------- |
| 16 octobre 2015 | London GD HC          | 11 - 35 | 28 - 62 | 17 - 27 | OF Nea Ionia           | 17 octobre 2015 |
| 16 octobre 2015 | HŽRK Grude Autoherc   | 22 - 38 | 49 - 66 | 27 - 28 | Fram Reykjavik         | 17 octobre 2015 |
| 23 octobre 2015 | RK GEN-I Zagorje      | 47 - 12 | 93 - 26 | 46 - 14 | AC Latia Nicosie       | 24 octobre 2015 |
| 24 octobre 2015 | HC Holon              | 27 - 32 | 46 - 62 | 19 - 30 | Indeco Conversano      | 25 octobre 2015 |
| 17 octobre 2015 | DHK Banik Most        | 30 - 17 | 57 - 37 | 27 - 20 | PF Cassano Magnago     | 24 octobre 2015 |
| 17 octobre 2015 | Pogoń Szczecin        | 31 - 23 | 59 - 42 | 28 - 19 | LC Brühl Handball      | 18 octobre 2015 |
| 17 octobre 2015 | Iuventa Michalovce    | 48- 15  | 95 - 25 | 47 - 10 | HB Standard Luxembourg | 18 octobre 2015 |
| 24 octobre 2015 | Spono Nottwil Lucerne | 38 - 27 | 63 - 62 | 25 - 35 | ACME-Žalgiris Kaunas   | 25 octobre 2015 |
| 17 octobre 2015 | KHF Kastrioti         | 23 - 32 | 51 - 59 | 28 - 27 | Initia Hasselt         | 24 octobre 2015 |
| 23 octobre 2015 | ŽRK Ilidža            | 21 - 25 | 36 - 55 | 15 - 30 | AC Alavarium           | 24 octobre 2015 |
| 24 octobre 2015 | HB Dudelange          | 16 - 39 | 34 - 74 | 18 - 35 | ŽRK Zamet Rijeka       | 25 octobre 2015 |
| 17 octobre 2015 | ŽRK Naisa Niš         | 27- 14  | 65 - 22 | 38- 8   | Ormi Patras            | 18 octobre 2015 |
| 24 octobre 2015 | Galytchanka           | 26 - 17 | 52 - 31 | 26 - 14 | KHF Pristina           | 25 octobre 2015 |
| 17 octobre 2015 | Fémina Visé Handball  | 20 - 34 | 42 - 72 | 22 - 38 | SS/VOC Amsterdam       | 24 octobre 2015 |

### Deuxième tour
| Date Aller       | Club                    | Aller   | Total    | Retour  | Club                | Date Retour      |
| ---------------- | ----------------------- | ------- | -------- | ------- | ------------------- | ---------------- |
| 13 novembre 2015 | Siófok KC               | 40 - 25 | 79 - 46  | 39 - 21 | AC Alavarium        | 14 novembre 2015 |
| 13 novembre 2015 | Astrakhanochka          | 42 - 28 | 81 - 43  | 39 - 15 | OF Nea Ionia        | 14 novembre 2015 |
| 14 novembre 2015 | Corona Brașov           | 24 - 24 | 48 - 24  | 24 - 20 | Pogoń Szczecin      | 15 novembre 2015 |
| 14 novembre 2015 | ŽRK Naisa Niš           | 29 - 38 | 50 - 88  | 21 - 50 | TuS Metzingen       | 15 novembre 2015 |
| 14 novembre 2015 | Randers HK              | 36 - 25 | 65 - 43  | 29 - 18 | SS/VOC Amsterdam    | 21 novembre 2015 |
| 14 novembre 2015 | Dunaferr NK             | 37 - 25 | 68 - 49  | 31 - 24 | Indeco Conversano   | 21 novembre 2015 |
| 14 novembre 2015 | HCM Roman               | 29 - 25 | 54 - 47  | 27 - 22 | Fram Reykjavik      | 21 novembre 2015 |
| 14 novembre 2015 | Nantes LAH              | 27 - 26 | 54 - 56  | 27 - 30 | H65 Höörs           | 21 novembre 2015 |
| 14 novembre 2015 | Muratpaşa Belediyesi SK | 28 - 22 | 58 - 52  | 30 - 30 | Galytchanka         | 22 novembre 2015 |
| 15 novembre 2015 | Dinamo Sinara           | 31 - 31 | 61 - 58  | 30 - 27 | DHK Banik Most      | 16 novembre 2015 |
| 15 novembre 2015 | Iuventa Michalovce      | 34 - 29 | 58 - 53  | 24 - 24 | Balonmano Bera Bera | 22 novembre 2015 |
| 19 novembre 2015 | RK GEN-I Zagorje        | 17 - 26 | 42 - 60  | 25 - 34 | HC Leipzig          | 21 novembre 2015 |
| 20 novembre 2015 | Spono Nottwil Lucerne   | 20 - 33 | 42 - 67  | 22 - 34 | Silkeborg-Voel KFUM | 21 novembre 2015 |
| 20 novembre 2015 | Handball Cercle Nîmes   | 39 - 18 | 67 -44 ² | 28 - 26 | Initia HC Hasselt   | 21 novembre 2015 |
| 21 novembre 2015 | ŽRK Zamet Rijeka        | 23 - 28 | 44 - 58  | 21 - 30 | HC Odense           | 22 novembre 2015 |
| - novembre 2015  | Tertnes IL              | 10 - 0  | 20 - 0 ¹ | 10 - 0  | UBB Mios Biganos    | - novembre 2015  |

¹ Note : UBB Mios Biganos dépose le bilan le 6 novembre,. donc  Tertnes IL est qualifié pour la huitième de Finale.
² Note : La rencontre opposant le club français du Handball Cercle Nîmes aux belges de l'Initia HC Hasselt a été annulé en conséquence des attentats de 13 novembre 2015, les deux rencontres ont eu lieu en Belgique le weekend du 21 et 22 novembre.

### Huitièmes de finale
| Date Aller      | Club                  | Aller   | Total   | Retour  | Club                    | Date Retour     |
| --------------- | --------------------- | ------- | ------- | ------- | ----------------------- | --------------- |
| 9 janvier 2016  | TuS Metzingen         | 30 - 26 | 56 - 48 | 22 - 26 | Iuventa Michalovce      | 16 janvier 2016 |
| 9 janvier 2016  | H65 Höörs             | 22 - 26 | 50 - 50 | 28 - 24 | Silkeborg-Voel KFUM     | 16 janvier 2016 |
| 9 janvier 2016  | Handball Cercle Nîmes | 27 - 27 | 48 - 60 | 21 - 33 | Randers HK              | 16 janvier 2016 |
| 10 janvier 2016 | HC Leipzig            | 33 - 26 | 59 - 51 | 26 - 25 | Muratpaşa Belediyesi SK | 16 janvier 2016 |
| 10 janvier 2016 | Astrakhanochka        | 31 - 26 | 54 - 45 | 23 - 19 | Dinamo Sinara           | 16 janvier 2016 |
| 10 janvier 2016 | Dunaferr NK           | 24 - 19 | 47 - 47 | 23 - 28 | Siófok KC               | 16 janvier 2016 |
| 10 janvier 2016 | Tertnes IL            | 21 - 22 | 46 - 50 | 25 - 28 | HC Odense               | 16 janvier 2016 |
| 10 janvier 2016 | HCM Roman             | 22 - 21 | 43 - 47 | 21 - 26 | Corona Brașov           | 17 janvier 2016 |

### Phase finale
|  | Quarts de finale | Quarts de finale | Quarts de finale | Quarts de finale |               |               | Demi-finales | Demi-finales | Demi-finales | Demi-finales |  |  | Finale | Finale | Finale | Finale |
|  |                  |                  |                  |                  |               |               |              |              |              |              |  |  |        |        |        |        |
|  |                  |                  |                  |                  |               |               |              |              |              |              |  |  |        |        |        |        |
|  |                  |                  |                  |                  |               |               |              |              |              |              |  |  |        |        |        |        |
|  | HC Odense        | HC Odense        | 21               | 21               |               |               |              |              |              |              |  |  |        |        |        |        |
|  | HC Odense        | HC Odense        | 21               | 21               |               |               |              |              |              |              |  |  |        |        |        |        |
|  | Corona Brașov    | Corona Brașov    | 29               | 21               |               |               |              |              |              |              |  |  |        |        |        |        |
|  | Corona Brașov    | Corona Brașov    | 29               | 21               | Corona Brașov | Corona Brașov | 22           | 24           |              |              |  |  |        |        |        |        |
|  |                  |                  |                  |                  | Corona Brașov | Corona Brașov | 22           | 24           |              |              |  |  |        |        |        |        |
|  |                  |                  | TuS Metzingen    | TuS Metzingen    | 26            | 30            |              |              |              |              |  |  |        |        |        |        |
|  | TuS Metzingen    | TuS Metzingen    | TuS Metzingen    | TuS Metzingen    | 26            | 30            | 25           | 27           |              |              |  |  |        |        |        |        |
|  | TuS Metzingen    | TuS Metzingen    |                  |                  |               |               |              | 27           |              |              |  |  |        |        |        |        |
|  | HC Leipzig       | HC Leipzig       | 24               | 25               |               |               |              |              |              |              |  |  |        |        |        |        |
|  | HC Leipzig       | HC Leipzig       | 24               | 25               | TuS Metzingen | TuS Metzingen | 28           | 21           |              |              |  |  |        |        |        |        |
|  |                  |                  |                  |                  | TuS Metzingen | TuS Metzingen | 28           | 21           |              |              |  |  |        |        |        |        |
|  |                  |                  | Dunaferr NK      | Dunaferr NK      | 26            | 29            |              |              |              |              |  |  |        |        |        |        |
|  | Randers HK       | Randers HK       | Dunaferr NK      | Dunaferr NK      | 26            | 29            | 30           | 37           |              |              |  |  |        |        |        |        |
|  | Randers HK       | Randers HK       |                  |                  |               |               |              |              |              |              |  |  |        |        |        |        |
|  | H65 Höörs        | H65 Höörs        | 27               | 22               |               |               |              |              |              |              |  |  |        |        |        |        |
|  | H65 Höörs        | H65 Höörs        | 27               | 22               | Randers HK    | Randers HK    | 27           | 25           |              |              |  |  |        |        |        |        |
|  |                  |                  |                  |                  | Randers HK    | Randers HK    | 27           | 25           |              |              |  |  |        |        |        |        |
|  |                  |                  | Dunaferr NK      | Dunaferr NK      | 29            | 23            |              |              |              |              |  |  |        |        |        |        |
|  | Astrakhanochka   | Astrakhanochka   | Dunaferr NK      | Dunaferr NK      | 29            | 23            | 26           | 20           |              |              |  |  |        |        |        |        |
|  | Astrakhanochka   | Astrakhanochka   |                  |                  |               |               |              | 20           |              |              |  |  |        |        |        |        |
|  | Dunaferr NK      | Dunaferr NK      | 23               | 25               |               |               |              |              |              |              |  |  |        |        |        |        |
|  | Dunaferr NK      | Dunaferr NK      | 23               | 25               |               |               |              |              |              |              |  |  |        |        |        |        |
|  |                  |                  |                  |                  |               |               |              |              |              |              |  |  |        |        |        |        |

### Quarts de finale
| Date Aller      | Club           | Aller   | Total   | Retour  | Club          | Date Retour     |
| --------------- | -------------- | ------- | ------- | ------- | ------------- | --------------- |
| 19 février 2016 | TuS Metzingen  | 25 - 24 | 52 - 49 | 27 - 25 | HC Leipzig    | 28 février 2016 |
| 20 février 2016 | Randers HK     | 30 - 27 | 57 - 49 | 27 - 22 | H65 Höörs     | 27 février 2016 |
| 21 février 2016 | HC Odense      | 21 - 29 | 42 - 50 | 21 - 21 | Corona Brașov | 28 février 2016 |
| 26 février 2016 | Astrakhanochka | 26 - 23 | 46 - 48 | 20 - 25 | Dunaferr NK   | 28 février 2016 |

### Demi-finales
| Date Aller   | Club          | Aller   | Total   | Retour  | Club          | Date Retour   |
| ------------ | ------------- | ------- | ------- | ------- | ------------- | ------------- |
| 3 avril 2016 | Randers HK    | 27 - 29 | 52 - 52 | 25 - 23 | Dunaferr NK   | 10 avril 2016 |
| 3 avril 2016 | Corona Brașov | 22 - 26 | 46 - 56 | 24 - 30 | TuS Metzingen | 9 avril 2016  |

### Finale
| Date Aller    | Club          | Aller   | Total | Retour | Club        | Date Retour |
| ------------- | ------------- | ------- | ----- | ------ | ----------- | ----------- |
| 30 avril 2016 | TuS Metzingen | 28 - 26 | 49-56 | 21-29  | Dunaferr NK | 6 mai 2016  |

## Les championnes d'Europe
| Championne d'Europe - Coupe d'Europe de l'EHF 2015-2016 Dunaferr NK 2e titre |

## Statistiques

### Buteuses
| Rang | Nom                | Équipe            | Buts |
| ---- | ------------------ | ----------------- | ---- |
| 1    | Anna Loerper       | TuS Metzingen     | 57   |
| 1    | Krisztina Triscsuk | Dunaferr NK       | 57   |
| 1    | Cristina Zamfir    | ASC Corona Brașov | 57   |